# Borde Hill

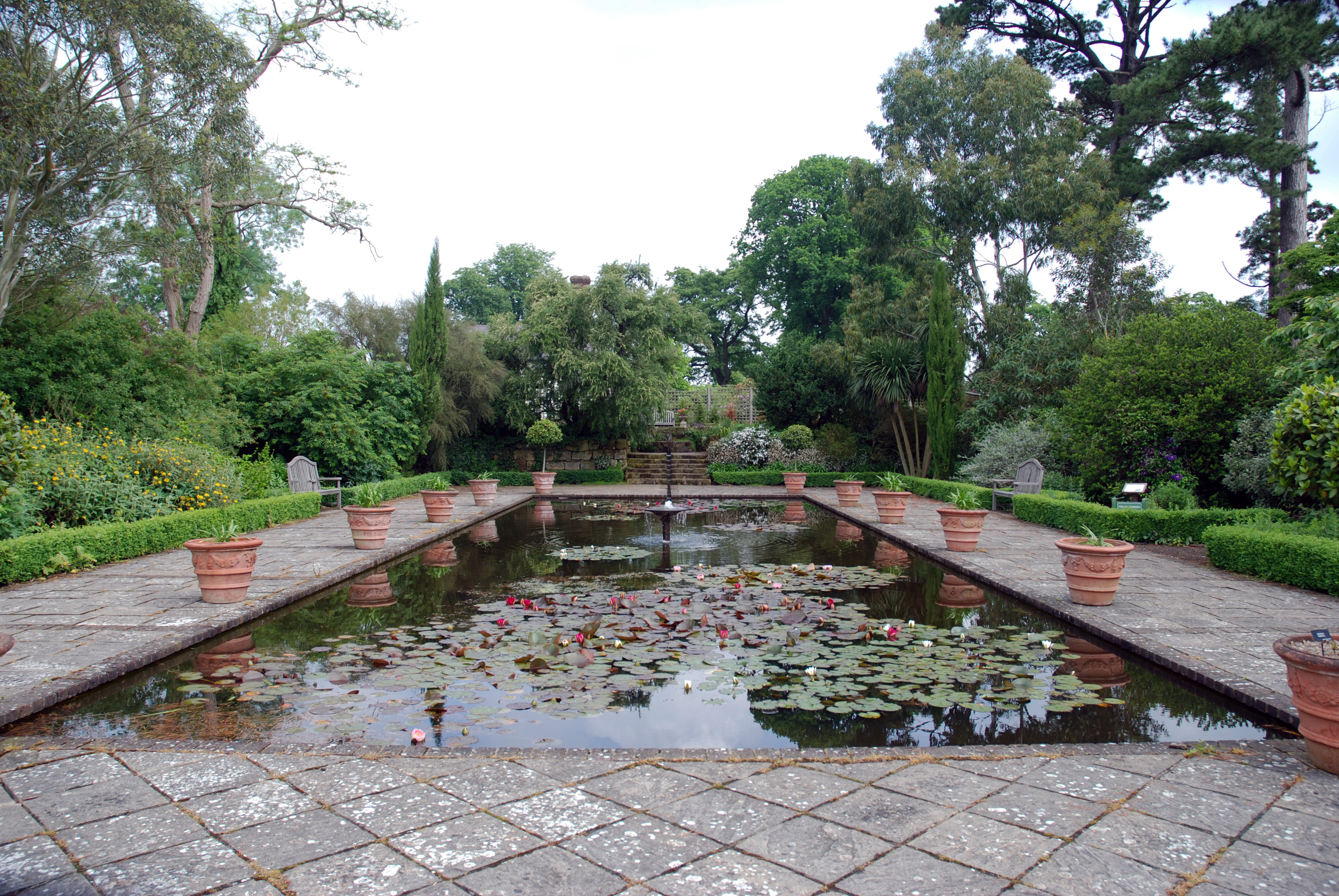
Zierteich im italienischen Garten

Borde Hill ist ein Landgut mit ausgedehnten Gärten in West Sussex, England.

## Lage

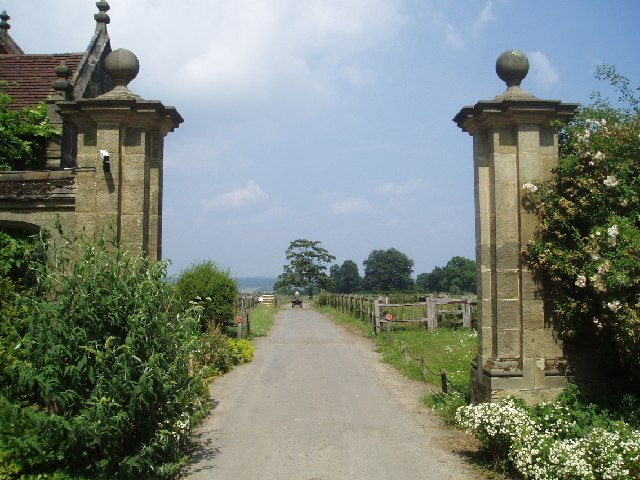
Reitweg durch das Anwesen

Borde Hill liegt am Rand des „High Weald“. Im Norden fließt die Ouse, im Süden liegt die Stadt Haywards Heath. Zu dem Anwesen im Kirchspiel Ansty and Staplefield gehören 14 ha Gärten und ein Park von 154 ha Fläche. Ein öffentlicher Reitweg führt durch das Anwesen.

## Geschichte
Das zweistöckige Gutshaus ist elisabethanisch. Der Westflügel wurde, nach dem Datum über der Tür, 1598 für Stephen Borde (Boord) erbaut. Aus dem 16. Jahrhundert stammen auch offene Kamine, Täfelungen, das Treppenhaus und eine Stuckdecke.
1983 erstand Oberst Stephenson Robert Clarke, Erbe der Reeder-Familie Stephenson Clarke das Anwesen von Mrs Cunliffe Lister. Er wollte hier einen Exoten-Garten anlegen. Außerdem ließ er ab 1900 größere Anbauten am Ost-Teil des Hauses anbringen. Clarke reiste nach Amerika, Afrika und Indien, um dort Pflanzen zu sammeln. Er kaufte auch weiteres Land hinzu. Ab 1900 förderte er Reisen von Botanikern und Sammlern in entfernte Weltgegenden, besonders nach Süd-China und Burma, und erhielt im Ausgleich dafür die Samen exotischer Pflanzen, die er in Borde Hill anbaute. Er stand unter anderem mit Reginald Farrer (1914–1920), Ernest Wilson (1899–1921), George Forrest (1904–1931) und Frank Kingdon Ward (1912 bis 1956) in Korrespondenz. Ferner tauschte er Pflanzen mit den botanischen Gärten in Kew und Edinburgh. Er führte unter anderem Acer sachalinensis var. nemorensis und Platanus orientalis nach England ein. Auf Forrest gehen unter anderem Pflanzen von Decaisnea fargesii, Magnolia campbellii, Rhododendron maddenii subsp. Crassum und Emmenopterys henryi zurück. Letztere wurde 1928 aus Samen, den Forrest in Süd-China gesammelt hatte, gezogen und blühte erstmals 2011.
Ralph Stephenson Clarke gründete 1965 angesichts hoher Erbschaftssteuern eine wohltätige Stiftung, um den Garten zu unterhalten und das Haus in der Familie zu halten. Seitdem ist der Garten im Sommer öffentlich zugänglich. Die viktorianischen Gewächshäuser sind allerdings verfallen. 1987 erbte Andrewjohn Stephenson Clarke die Anlage. Seit 2021 betreut der Obergärtner Harry Baldwin den Garten.
Der Garten steht seit 1957 unter Denkmalschutz (Grade II* listed).

## Gärten

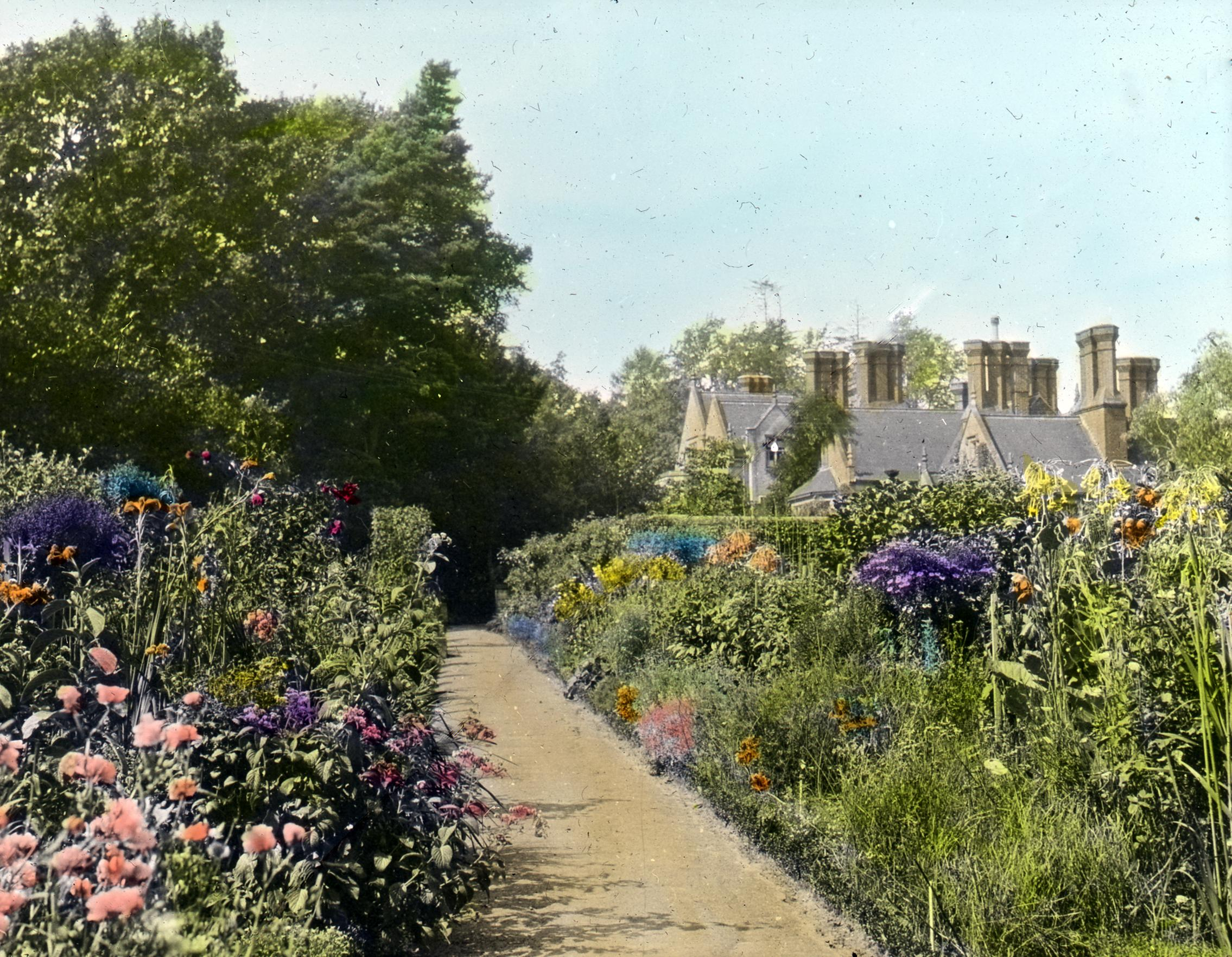
Rabatte mit Herrenhaus im Hintergrund

Zu der Anlage gehören unter anderem der Azaleen-Ring, der in den 1920er Jahren angelegt wurde, als diese Pflanzenart sehr populär war. Er enthält aber auch Cornus cousa und Stewartia pseudocamelia, um im Herbst für bunte Farben zu sorgen. In einem ehemaligen Steinbruch ließ Stephenson Robert Clarke den Runden Hain („Round Dell“) anlegen und vor allem mit subtropischen Pflanzen gestalten, wie dem nadelabwerfenden Taxodium distichum. 2017 ließ Sophie Walker hier eine pfeilförmige Sackgasse aus Gußzement anbringen, deren Ränder mit Hedychium densiflorum gestaltet wurden. Der Garten Allahs („Garden of Allah“) wurde 1925 angelegt.
Die „West Bank“ ist eine gemischte Rabatte entlang der südlichen Rasenfläche, die vor allem japanische Zier-Ahorne enthält. Jay Robins Rosengarten wurde 1996 durch Robin Williams entworfen und enthält 750 Rosen des englischen Züchters David Austin. Der italienische Garten mit formellen Parterren aus Buchs wurde 2020 durch Chris Beardshaw neu gestaltet. Beardshaw gestaltete auch den Paradies-Weg (Paradise Walk) um und fügte zahlreiche Gräser hinzu.